# Vopnafjörður (comune)
Vopnafjörður è un comune islandese di 668 abitanti della regione dell'Austurland.
Nei pressi della città si trova il museo etnografico di Bustarfell, ospitato all'interno di edifici con i caratteristici tetti in erba.